# Pensacola (Florida)
Pensacola is een plaats (city) in de Amerikaanse staat Florida. De stad is de hoofdplaats van Escambia County, de meest westelijke county van de Florida Panhandle. Pensacola ligt aan Pensacola Bay, een baai van de Golf van Mexico. Naval Airstation (NAS) Pensacola is een belangrijk opleidingscentrum voor de marine luchtvaartdienst.

## Geschiedenis
Pensacola was in 1559 de eerste Europese nederzetting in het gebied van wat nu de Aaneengesloten staten zijn.
In de vroeg-koloniale tijd werden in dit gebied door de Spanjaarden al verkenningen uitgevoerd, waaronder door Juan Ponce de León in 1513, Pánfilo de Narváez in 1528 en Hernando de Soto in 1539. Op 15 augustus 1559 werd de stad gesticht door een konvooi van elf schepen uit Veracruz, onder leiding van Tristán de Luna y Arellano. Daardoor had de stad al meteen 1400 inwoners. Kort daarna werd dit aantal door een orkaan tot duizend teruggedrongen. Na aanvallen, stormen en ziektes besloot men het gebied te verlaten; pas in 1696 werd Pensacola weer bewoond.

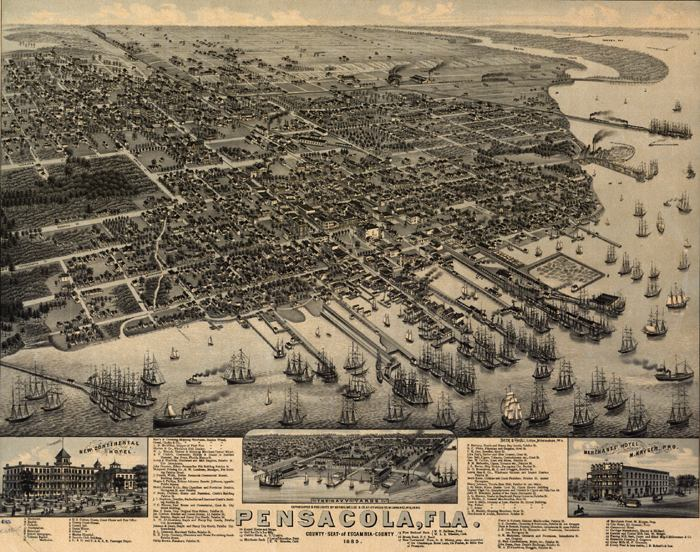
Pensacola in 1885

Door de geschiedenis heen was de stad achtereenvolgens in handen van vijf verschillende staten, waardoor Pensacola de bijnaam 'The City of Five Flags' heeft. De stad is in handen geweest van Spanje, Frankrijk, het Verenigd Koninkrijk, de Verenigde Staten (vanaf 1821) en de Geconfedereerde Staten (1861-1865). Ten tijde van de Europese kolonisten lag Pensacola meestal in Spaans gebied, net ten zuiden van de Engelse koloniën en net ten oosten van het Franse gebied. Pensacola was daarom nogal eens het toneel van gevechten en is daardoor enkele keren deels verwoest.
Naast oorlogen hebben ook orkanen hun vernietigende invloed op de geschiedenis van Pensacola doen gelden.

## Bezienswaardigheden
- National Museum of Naval Aviation
- Plaza Ferdinand VII

## Demografie
Bij de volkstelling in 2000 werd het aantal inwoners vastgesteld op 56.255. In 2006 is het aantal inwoners door het United States Census Bureau geschat op 53.248, een daling van 3007 (-5,3%).

## Geografie
Volgens het United States Census Bureau beslaat de plaats een oppervlakte van 102,7 km², waarvan 58,8 km² land en 43,9 km² water. Pensacola ligt op ongeveer 2 meter boven zeeniveau.
Pensacola ligt in een subtropisch klimaat.

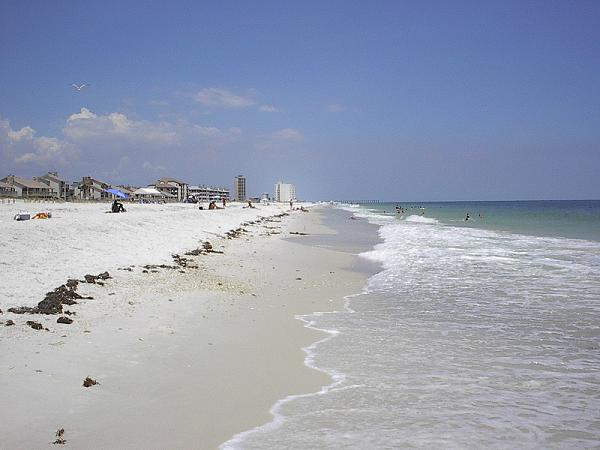
Pensacola Beach

## Stedenband
Pensacola heeft een stedenband met:
- Chimbote (Peru)

## Plaatsen in de nabije omgeving
De onderstaande figuur toont nabijgelegen plaatsen in een straal van 16 km rond Pensacola.

## Geboren in Pensacola
- Jacqueline Cochran (1906-1980), vliegenier en ondernemer
- Charles Percy (1919–2011), ondernemer en politicus
- Gigi Gryce (1925–1983), hardbop-altsaxofonist, bandleider, componist en arrangeur
- Gerald Schreck (1939-2022), zeiler
- James Purify (1944-2021), R&B-zanger
- Mike McCready (1966), gitarist en songwriter
- Roy Jones jr. (1969), bokser
- Michelle Snow (1980), basketbalspeelster
- Jonathan Little (1984), pokerspeler
- Roman Reigns (1985), worstelaar